# Юсуф аль-Азіз
Аль-Азіз Джамаль ад-Дін Юсуф (араб. جمال الدين يوسف بن برسباي; нар. 1423) — мамелюкський султан Єгипту з династії Бурджитів.
Син султана Барсбоя. У віці 15-років після смерті батька успадкував трон. Однак Джакмак, що був його опікуном, організував план усунення Юсуфа від влади. Останній номінально панував 94 дні, після чого його було ув'язнено, а потімпереведено дов Александрії, де, за словами Ібн Тагрібірді, він провів решту свого життя, навчаючись за досить приємних обставин.